# Polyosma pisocarpa
Polyosma pisocarpa är en tvåhjärtbladig växtart som beskrevs av Ridley. Polyosma pisocarpa ingår i släktet Polyosma och familjen Escalloniaceae. Inga underarter finns listade i Catalogue of Life.